# 골람레자 타흐티
골람레자 타흐티(페르시아어: غلامرضا تختی, Gholamreza Takhti, 1930년 8월 27일~1968년 1월 7일)는 이란의 레슬링 선수이다. 1950년대 이란을 대표한 레슬링 선수로 올림픽에 4회 참가하여 1956년 하계 올림픽에서 남자 자유형 라이트헤비급에서 획득한 금메달을 포함하여 메달 3개를 획득했다. 자바마르디 정신에 입각한 스포츠맨십으로 잘 알려져 있으며, 많은 이란인에게 영웅으로 여겨졌다.
1964년 하계 올림픽 이후 현역에서 은퇴했으며, 이후에는 모하마드 모사데그를 지지하는 등 팔라비 왕조에 대항하는 반정부 운동에 투신했다. 결국 1968년에 37세의 나이로 호텔에서 사망한 채 발견되었다. 이란 정부는 자살로 사인을 밝혔으나 일각에서는 팔라비 왕조 휘하의 정보기관인 사바크의 암살 공작로 사망했다는 주장이 있다.